# Capelli ribelli
Capelli ribelli (Bad Hair Day) è un film per la televisione del 2015 diretto da Erik Canuel con protagoniste Laura Marano conosciuta per la serie Austin & Ally e Leigh-Allyn Baker conosciuta per Buona fortuna Charlie.

## Trama
Il film parla di una liceale maga della tecnologia, Monica (Laura Marano), che è determinata a diventare reginetta del ballo di fine anno. Ma il grande giorno, si sveglia improvvisamente con dei capelli disastrosi, il vestito per il ballo distrutto e, ad aggravare ulteriormente le cose, un ex poliziotta (Leigh-Allyn Baker) bussa alla porta per chiedere spiegazioni su una collana rubata che in qualche modo l'adolescente ha avuto in possesso. Piano piano ogni cosa va storta e il culmine si raggiunge quando la coppia è inseguita da un tenace ladro di gioielli, ossessionato di riavere la collana, (Christian Campbell) intorno alla città. Col tempo Monica e Liz iniziano a conoscersi sempre di più, così da diventare amiche e allearsi per recuperare insieme la collana.

## Personaggi e interpreti
- Monica Reeves, interpretata da Laura Marano e doppiata da Letizia Ciampa,
È un'adolescente maga della tecnologia, aspirante al ruolo di reginetta del ballo. Per ogni cosa che fa o di fronte ad una scelta, fa un sondaggio online. Questo perché, si rivelerà durante il film, ha paura di fare la scelta sbagliata, e non essere ritenuta all'altezza, proprio come è successo con sua madre che se ne è andata quando era piccola. Per l'università deve scegliere fra la statale, dove vanno i suoi amici e l'istituto di Tecnologia. Con l'aiuto di Liz riesce a comprendere l'importanza di compiere delle scelte e rischiare, e di non aver paura degli sbagli, da cui si impara.
- Liz Morgan, interpretata da Leigh-Allyn Baker e doppiata da Antonella Baldini,
È un ex-poliziotta, cacciata dalla polizia perché ha permesso che Pierce Peters, famoso ladro di gioielli, rubasse una preziosa collana dal valore inestimabile. Per recuperare la collana si rivolge a Monica, che ha avuto in possesso stranamente la collana. Durante il film si scopre che da quando è stata cacciata dalla polizia la sua vita è cambiata e vuole recuperare la collana da sola per dimostrare di essere all'altezza di rientrare in polizia, anche alla madre, il capo. Con l'aiuto di Monica riesce a capire però anche l'importanza di contare su qualcuno e capire che le persone care ci sono sempre.
- Pierce Peters, interpretato da Christian Campbell e doppiato da Carlo Scipioni,
È il ladro di gioielli che ha rubato la famosa collana, ma per un incidente l'ha fatta cadere nelle mani sbagliate, finché non è arrivata in possesso di Monica. Per recuperarla minaccia Monica e Liz, ma alla fine viene arrestato.
- Sierra, interpretata da Kiana Madeira e doppiata da Ludovica Bebi,
È la migliore amica di Monica. È molto vicina a lei e la consiglia nei momenti di difficoltà.
- Ed, interpretato da Christian Paul e doppiato da Alessandro Messina,
È un poliziotto che lavorava con Liz, i due si piacciono, ma non riescono ad esprimere ciò che sentono.
- Mr. Reeves, interpretato da Alain Goulem e doppiato da Saverio Indrio,
È il papà di Monica. Molto affettuoso e generoso. Ama sua figlia e vuole dargli quello che la mamma non gli ha dato.
- Kyle Timmons, interpretato da Jake Manley e doppiato da Manuel Meli,
È il fidanzato di Monica. Dice di lavorare per aiutare i poveri, ma in realtà si vede con Ashley, la nemica di Monica, perciò Monica lo lascia.
- Ashley Mendlebach, interpretata da Zoé De Grand Maison e doppiata da Giulia Franceschetti,
È la nemica di Monica. Le vuole soffiare il posto da reginetta del ballo e anche il ragazzo.
- Edna Morgan, interpretata da Susan Almgren, e doppiata da Stefanella Marrama,
È il capo di polizia, nonché la mamma di Liz. È delusa dalla figlia, ma poi cambia idea quando vede ciò che fatto.

## Colonna sonora
La colonna sonora contiene 5 brani:
1. Skylar Stecker - Rooftop
2. Laura Marano - For the Ride
3. Shayna Rose - Colorful World
4. The Fooo Conspiracy - All Over the World
5. Oh, Hush - Happy Place

## Produzione
In un'intervista con Variety, Baker dichiarò: «Ho voluto essere io il produttore esecutivo perché desideravo vedere ciò che avviene per realizzare un film fin dall'inizio, e visto che questo è il primo film prodotto per Disney Channel con la presenza di un protagonista adulto, ho voluto assicurarmi la protezione del copione e ho fatto sì che questo avesse una mia impronta creativa». Anche Laura Marano ha dichiarato di voler far parte del film per intraprendere nuove esperienze sul set, in contrapposizione alla sua partecipazione ad Austin & Ally. Il film è stato annunciato da Disney Channel nel luglio del 2014. Le riprese, svolte in Canada, sono iniziate quello stesso mese e si sono concluse il 9 agosto 2014. La colonna sonora del film è stata composta da Michael Corriveau con canzoni di genere pop e classico.

## Trasmissione
Il primo promo del film è stato trasmesso negli USA il 22 novembre 2014, durante la prima TV dell'ultimo episodio della terza stagione di Austin & Ally. Altri promo sono stati pubblicati tra dicembre 2014 e gennaio 2015. Il film ha debuttato il 13 febbraio 2015 su Disney Channel, anche se è stato pubblicato il 6 febbraio su WATCHDisneyChannel. In Italia è stato trasmesso il primo promo il 2 maggio 2015 ed altri nel corso del mese di maggio dello stesso anno. Il film è stato trasmesso in Prima TV il 6 giugno 2015.

## Ascolti
Capelli ribelli è stato guardato negli USA da 4.0 milioni di telespettatori il giorno del suo debutto e ha raggiunto i 435.000 spettatori su WATCHDisneyChannel da quando è stato pubblicato il 6 febbraio 2015.

## Prima TV nel mondo
| Paese/Regione | Canale         | Prima TV         | Titolo              |
| --- | -------------- | ---------------- | ------------------- |
| Stati Uniti | Disney Channel | 13 febbraio 2015 | Bad Hair Day        |
| Canada | Family Channel | 20 marzo 2015    | Bad Hair Day        |
| Israele | Disney Channel | 26 marzo 2015    | שיער ביום רע        |
| Australia Nuova Zelanda | Disney Channel | 17 aprile 2015   | Bad Hair Day        |
| Messico Argentina Bolivia Cile Colombia Ecuador El Salvador Guatemala Honduras Panama Paraguay Perù Nicaragua Rep. Dominicana Uruguay Venezuela Costa Rica | Disney Channel | 19 aprile 2015   | Un Día Descabellado |
| Brasile | Disney Channel | 19 aprile 2015   | Bad Hair Day        |
| Polonia | Disney Channel | 23 maggio 2015   | Pod włos            |
| Spagna | Disney Channel | 29 maggio 2015   | Un Día de Pelos     |
| Portogallo | Disney Channel | 30 maggio 2015   | Pelos Cabelos       |
| Bulgaria | Disney Channel | 30 maggio 2015   | Кралицата на бала   |
| Italia | Disney Channel | 6 giugno 2015    | Capelli Ribelli     |